# آرتور فرانتس
آرتور فرانتس (انگلیسی: Arthur Franz؛ ۲۹ فوریه ۱۹۲۰ – ۱۷ ژوئن ۲۰۰۶) یک هنرپیشه اهل ایالات متحده آمریکا بود.
از فیلم‌ها یا برنامه‌های تلویزیونی که وی در آن نقش داشته است می‌توان به گربه‌های جهنمی نیروی دریایی، تازه‌به‌دوران‌رسیده‌ها، سواری شیرین و تک‌تیرانداز اشاره کرد.